# Folha de pagamento
Folha de pagamento é uma lista da remuneração paga aos trabalhadores de uma instituição, ou ainda do conjunto de procedimentos trabalhistas efetuado pela empresa para fazer o pagamento ao empregado. É também conhecido como holerite. No Brasil, as empresas tem a obrigação legal de prepará-la.

## Importância
A folha de pagamento, por sua vez, tem função operacional, contábil e fiscal, devendo ser constituída com base em todas as ocorrências mensais do empregado. É a descrição dos fatos que envolveram a relação de trabalho, de maneira simples e transparente, transformado em valores numéricos, através de códigos, quantidade, referências, percentagens e valores, em resultados que formarão a folha de pagamento.

## O que é Payroll e como impacta no Day Trade
O Payroll, oficialmente conhecido como “Non-Farm Payrolls” (NFP), é um relatório mensal divulgado pelo Bureau of Labor Statistics dos Estados Unidos que apresenta dados fundamentais sobre o mercado de trabalho americano. Mais do que apenas números de empregos criados ou perdidos, o que é Payroll engloba um conjunto de informações que servem como termômetro para a saúde econômica da maior economia do mundo, impactando diretamente as decisões de investidores em escala global, incluindo os day traders brasileiros.
Para quem opera no curto prazo, compreender o que é Payroll e suas implicações pode ser a diferença entre resultados consistentes e prejuízos evitáveis. O day trade, caracterizado pela abertura e fechamento de posições no mesmo dia, é particularmente sensível a essas informações macroeconômicas que causam volatilidade imediata nos preços dos ativos.